# 's-Heerenberg
's-Heerenberg est un village situé dans la commune néerlandaise de Montferland, dans la province de Gueldre. Le village compte environ 8 000 habitants.
's-Heerenberg a été une commune indépendante pendant une courte durée au début du XIXe siècle. Le 1er janvier 1821, la commune fusionne avec Netterden et Zeddam pour former la nouvelle commune de Bergh.

## Lieux et monuments
Le château Huis Bergh qui appartenait aux comtes de Bergh (au comté de Bergh) est désormais un musée.